# Clipeasteroides
Els clipeasteroides (Clypeasteroida) són un ordre d'equinoderms equinoïdeus irregulars. La seva distribució paleogeogràfica va ser molt dispersa, restringits a àrees intertropicals. El nom comú dels clipeasteroides en anglès es coneix com “sand dollars” (dòlars de la sorra).

## Característiques
Pertanyen al grup dels equinoderms irregulars. Són invertebrats marins bentònics. Es troben semienterrats al sediment, en la interfase aigua-sediment o sobre el substrat tou (semiinfàunics o infàunics). Presenten un esquelet intern format per plaques de calcita, cada una de les quals és un únic cristall de calcita i mostra una simetria bilateral superposada a la pentaradial.

### Morfologia fòssil

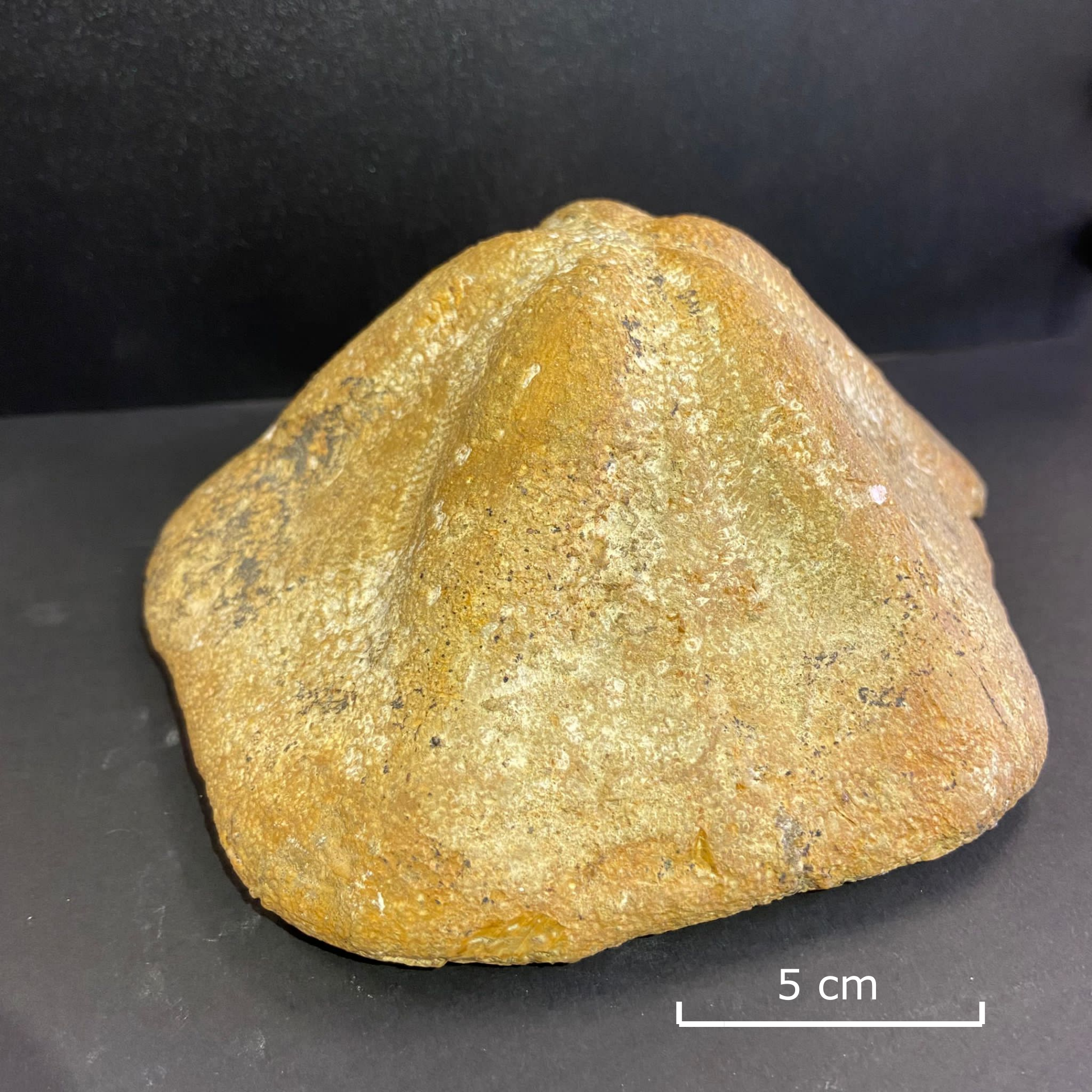
Perspectiva de Clypeaster

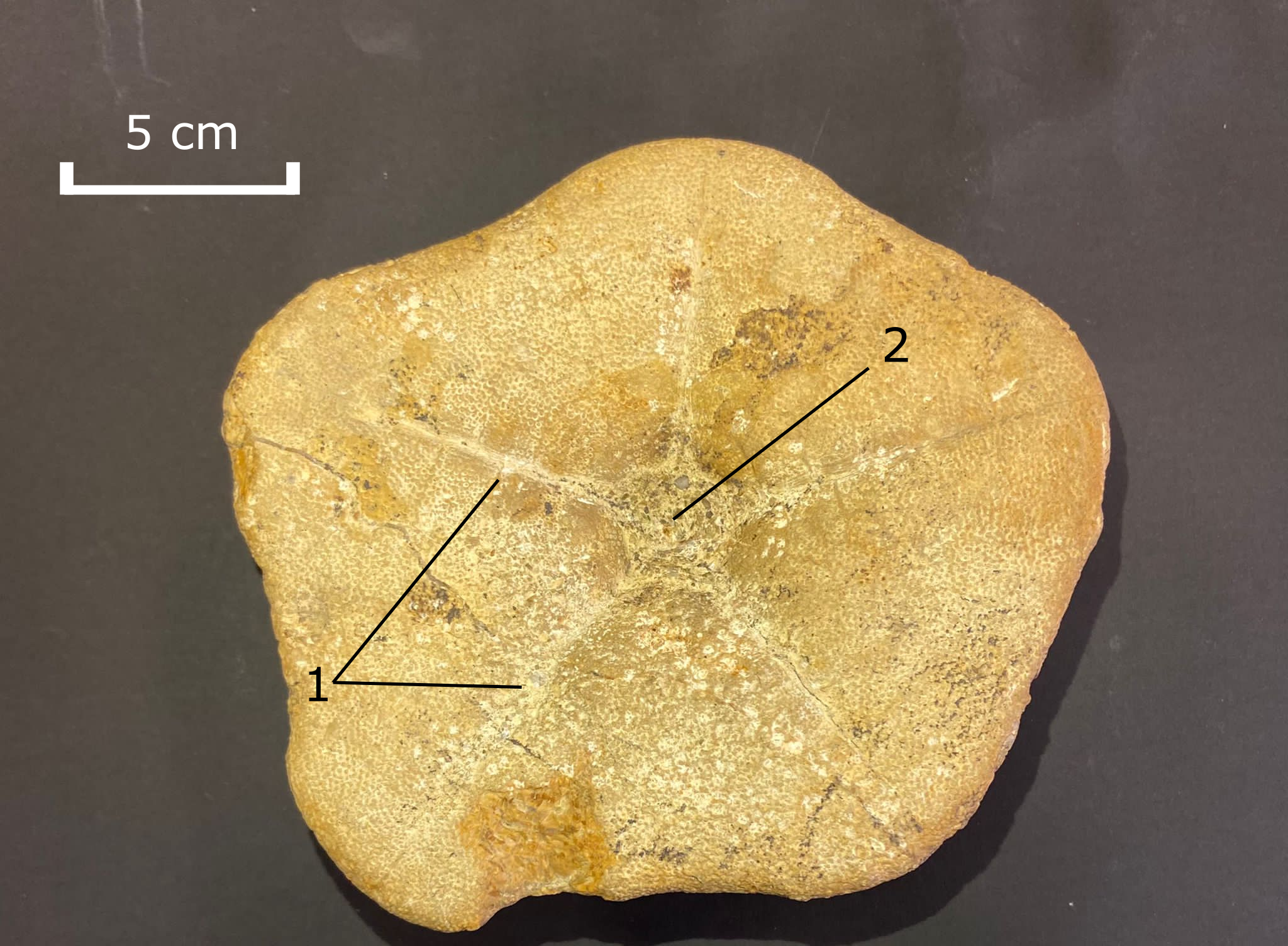
Regió adoral de Clypeaster (1. Solc alimentari, 2. Peristoma)

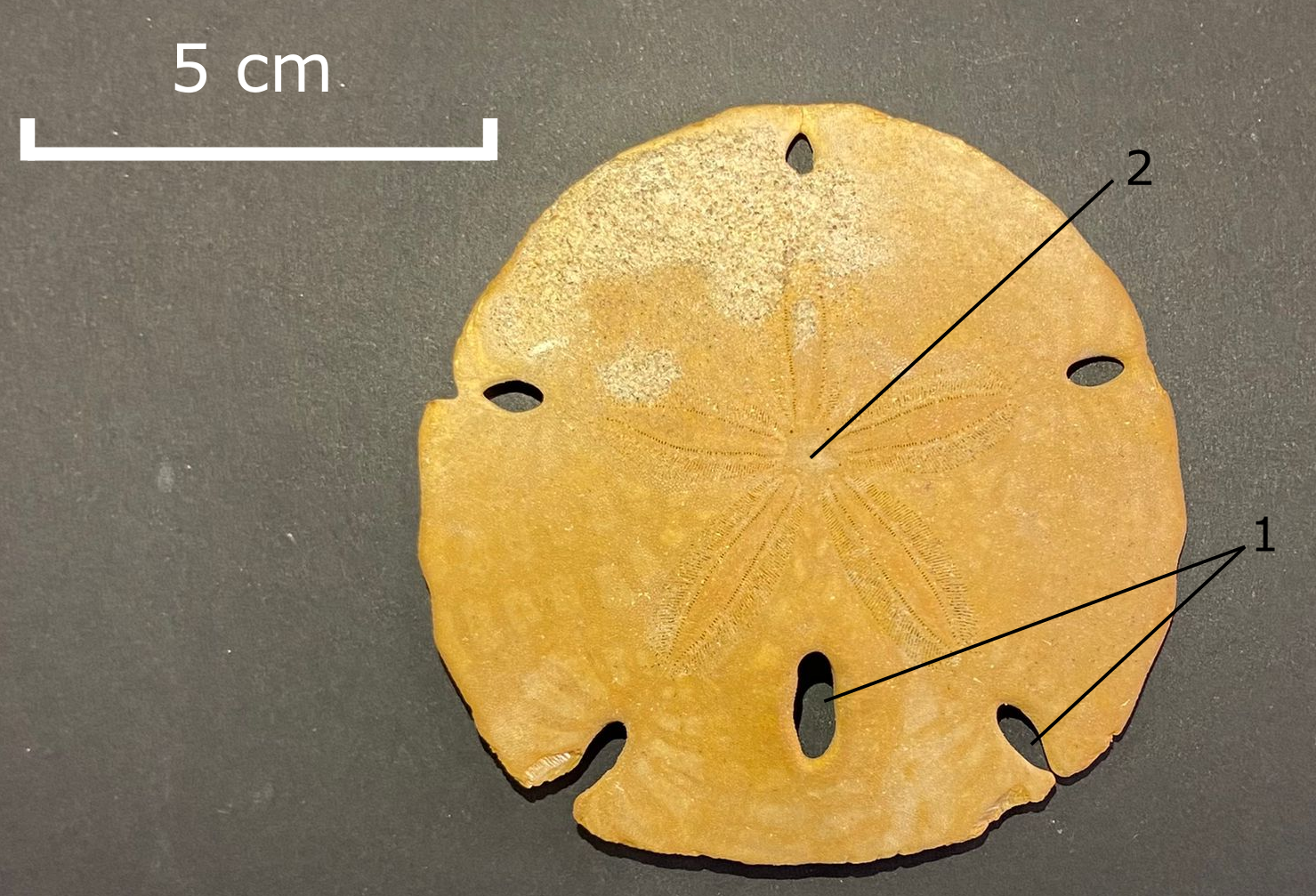
Secció regió aboral de Encope grandis (1. Lúnules, 2. Placa madrepòrica)

La teca està coberta per radioles curtes. Està dividida en 10 sectors radials que s'estenen des del pol aboral (superior) fins quasi el pol adoral (inferior). Els 5 sectors més estrets (ambulacrals), són situats davant les plaques oculars, mentre que els sectors més amples (interambulacrals) són situats davant de les plaques genitals. Cada sector està format per una doble fila de plaques entre les que existeix una sutura en ziga-zaga. Les plaques interambulacrals són més grans, les insercions de les radioles també són una mica més grans i sense porus, mentre que les ambulacrals tenen 3 parells de porus que corresponen a la zona de sortida dels peus ambulacrals dels sistema ambulacral intern.
L'ambulacre anterior és el que conté el pla de simetria. La resta dels quatre ambulacres formen dues parelles a banda i banda del pla de simetria.
La seva part aboral és dilatada i forma una estructura petaloide.
Envoltant els ambulacres, només en part d'ells i/o el periprocte, es defineixen unes zones anomenades fascíoles que es troben cobertes per radioles molt fines amb la funció de produir microcorrents que aporten aliment i arrosseguen productes residuals. Es distingeixen per tenir unes bandes estretes amb una inserció de radioles més petites que en la resta de l'esquelet.
El peristoma és a la regió adoral, no està centrat sinó que se situa posteriorment. No existeix la llanterna d'Aristòtil i el periprocte es troba desplaçat de la part central de la regió aboral (fora del disc apical), en un marge de la teca o en la regió adoral.
Altres estructures que poden presentar els equínids irregulars són les lúnules, que consisteixen en obertures de la teca que l'organisme utilitza per a ensorrar-se.
Alguns presenten 5 solcs alimentaris en la regió adoral al voltant de la boca.

### Morfologia actual

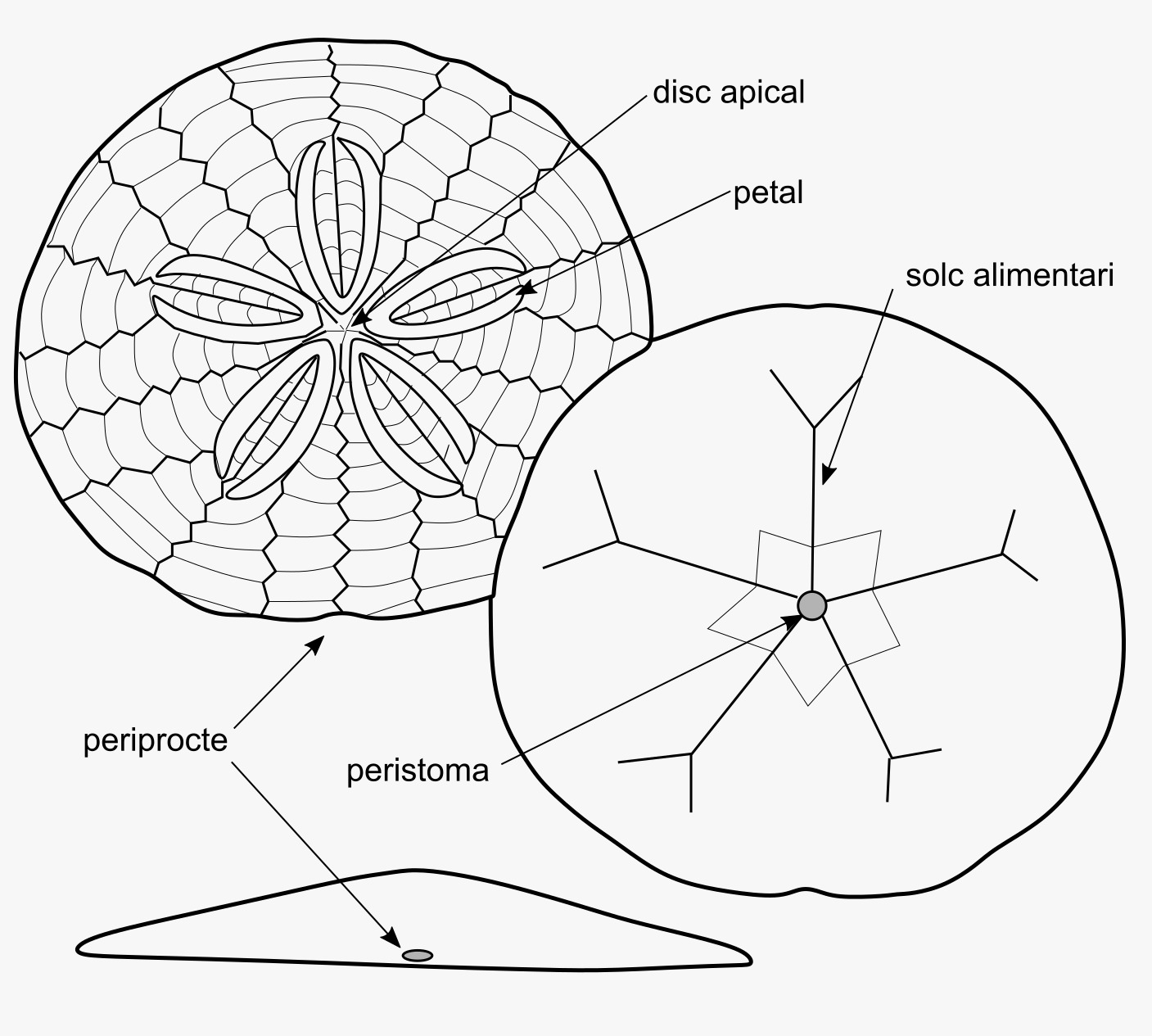
Esquema de regió aboral, adoral i lateral de Clypeaster

Són de mida petita i tenen un esquelet rígid. La teca està formada per plaques de carbonat càlcic disposades per un patró en petal de simetria radial o pentaradial (a diferència d'altres equinoderms irregulars, també mostren una simetria bilateral secundària), aquest consta de cinc files aparellades de porus. Els porus son perforacions en l'endoesquelet a través de les quals sorgeix l'intercanvi de gasos. En algunes espècies la teca té una sèrie d'estructures anomenades lúnules que són les encarregades d'ajudar a l'animal a per romandre incrustrat en la sorra, evitant així que siguin arrosegats pels corrents. La seva boca es troba en la part inferior del seu cos. L'anus està ubicat en la part posterior a diferència de la majoria dels equinoderms i algunes d'elles manifesten característiques bilaterals.
En els individus vius la teca està coberta per una pell d'espines de textura vellutada, conformada per petits pèls (cilis) que amb moviments coordinats fan possible un moviment que els ajuda desplaçar-se pel fons marí. Aquestes espines també poden donar-lis color, de vegades s'han trobat de blaus, verds, violetes o púrpures segons l'espècie.
Els individus que moren, acostumen a trobar-se en les platges amb gran part de la seva morfologia externa intacta. Normalment manquen de color quan són morts, ja que estan exposats a la llum del sol i fa que es decolorin.

## Distribució
Els clipeasteroides van aparèixer al final del Mesozoic (Juràssic inferior) o al començament del Cenozoic. Van aparèixer a partir dels cassiduloides, que ja estaven presents al Maastrichtià, al final del Cretaci o al començament del Paleocè i van diversificar-se per tots els oceans del món.
Hi ha una gran quantitat de registres fòssils als Estats Units, Orient Mitjà, Taiwan, Japó i Àfrica. Van viure al oceà de Tetis durant l'Eocè fins al Miocè, on van tenir el seu clímax al Mar Mediterrani. Es van adaptar a viure sota climes tropicals amb preferència de la zona intertropical.
|             | Ordre Clypeasteroida                                                          | Subordre Clypeasterina                                                                                     | Subordre Lagnina                                                                            | Subordre Scutellina:                                                                      |
| ----------- | ----------------------------------------------------------------------------- | --- | ------------------------------------------------------------------------------------------- | ----------------------------------------------------------------------------------------- |
| Distribució | A tot el món, en aigües sobre plataformes continentals de tots els continents | Pantropical; present només com a fòssil a la zona Mediterrania; avui dia viu en aigües càlides d'Austràlia | Majoritàriament circumtropical, amb alguns representants al nord-est Atlantic i Mediterrani | Distribució mundial, menys al Mediterrani i l'Antàrtida, on es troben en forma de fòssils |
| Edat        | Eocè a l'actualitat                                                           | Eocè Superior a l'actualitat                                                                               | Eocè a l'actualitat                                                                         | Eocè a l'actualitat                                                                       |

## Taxonomia
Els clipeasteroides inclouen 732 espècies, unes 200 de les quals extintes, i les següents famílies:
- Família Conoclypidae von Zittel, 1879 †
- Família Faujasiidae Lambert, 1905 †
- Família Oligopygidae Duncan, 1889 †
- Família Plesiolampadidae Lambert, 1905 †

- Subordre Clypeasterina von Zittel, 1879
  - Família Clypeasteridae L. Agassiz, 1835
  - Família Fossulasteridae Philip & Foster, 1971 †
  - Família Scutellinoididae Irwin, 1995
- Subordre Scutellina Haeckel, 1896
  - Família Scutellinidae Pomel, 1888 †
  - Família Fibulariidae Gray, 1855
  - Família Laganidae Desor, 1857
  - Família Echinarachniidae Lambert in Lambert & Thiéry, 1914
  - Família Eoscutellidae Durham, 1955 †
  - Família Protoscutellidae Durham, 1955 †
  - Família Rotulidae Gray, 1855
  - Família Taiwanasteridae Wang, 1984
  - Família Abertellidae Durham, 1955 †
  - Família Astriclypeidae Stefanini, 1912
  - Família Dendrasteridae Lambert, 190
  - Família Mellitidae Stefanini, 1912
  - Família Monophorasteridae Lahille, 1896 †
  - Família Scutasteridae Durham, 1955 †
  - Família Scutellidae Gray, 1825

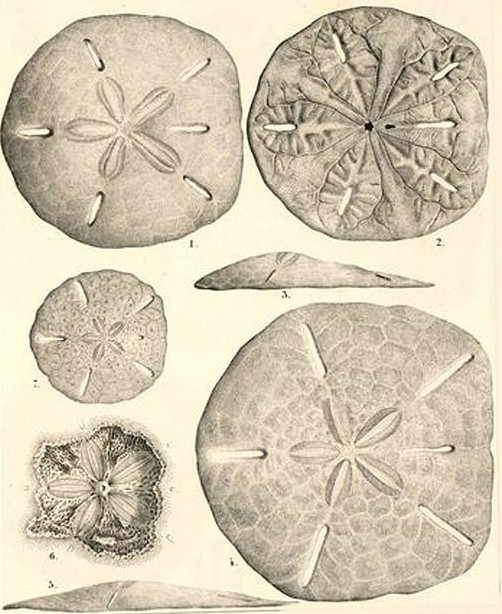
Leodia sexiesperforata per Louis Agassiz (1841).
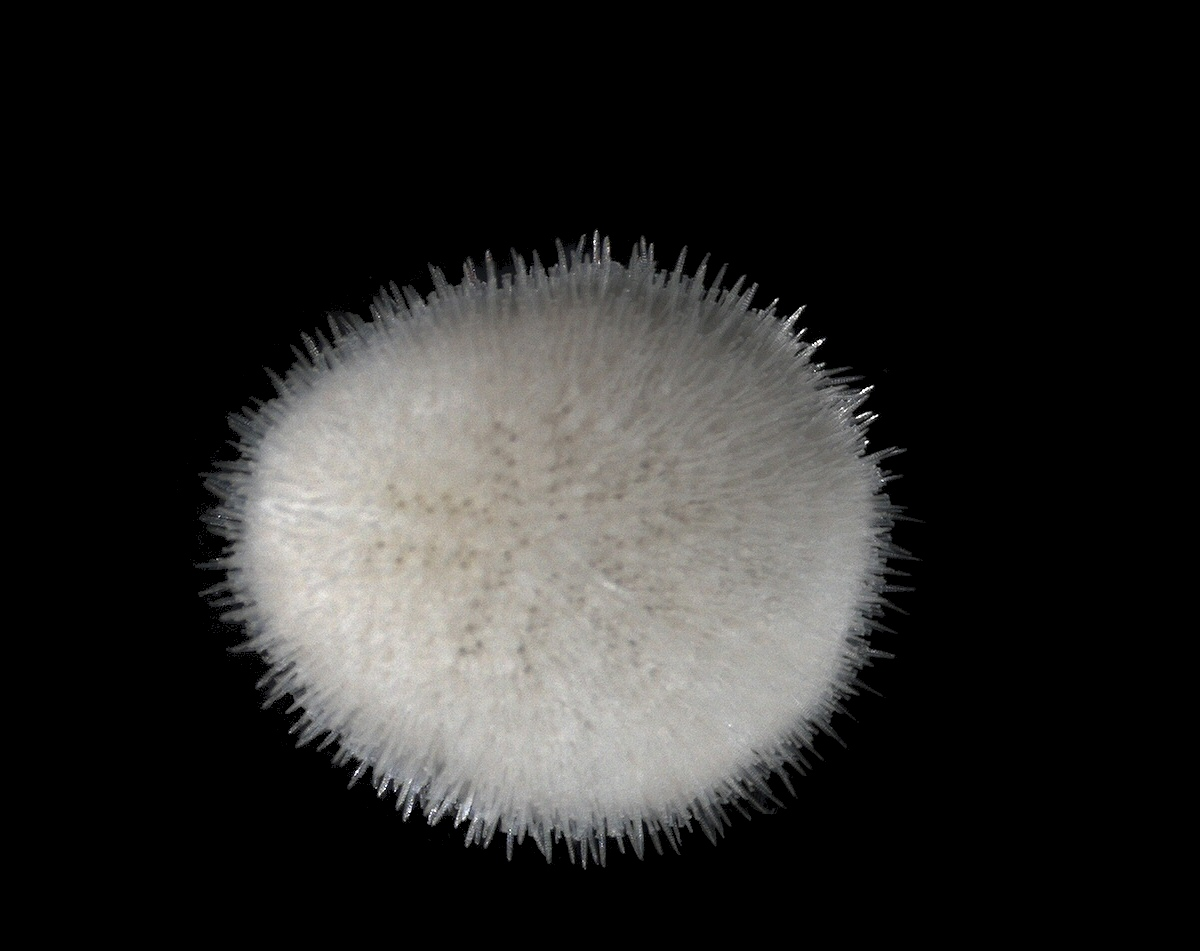
Echinocyamus pusillus viu.
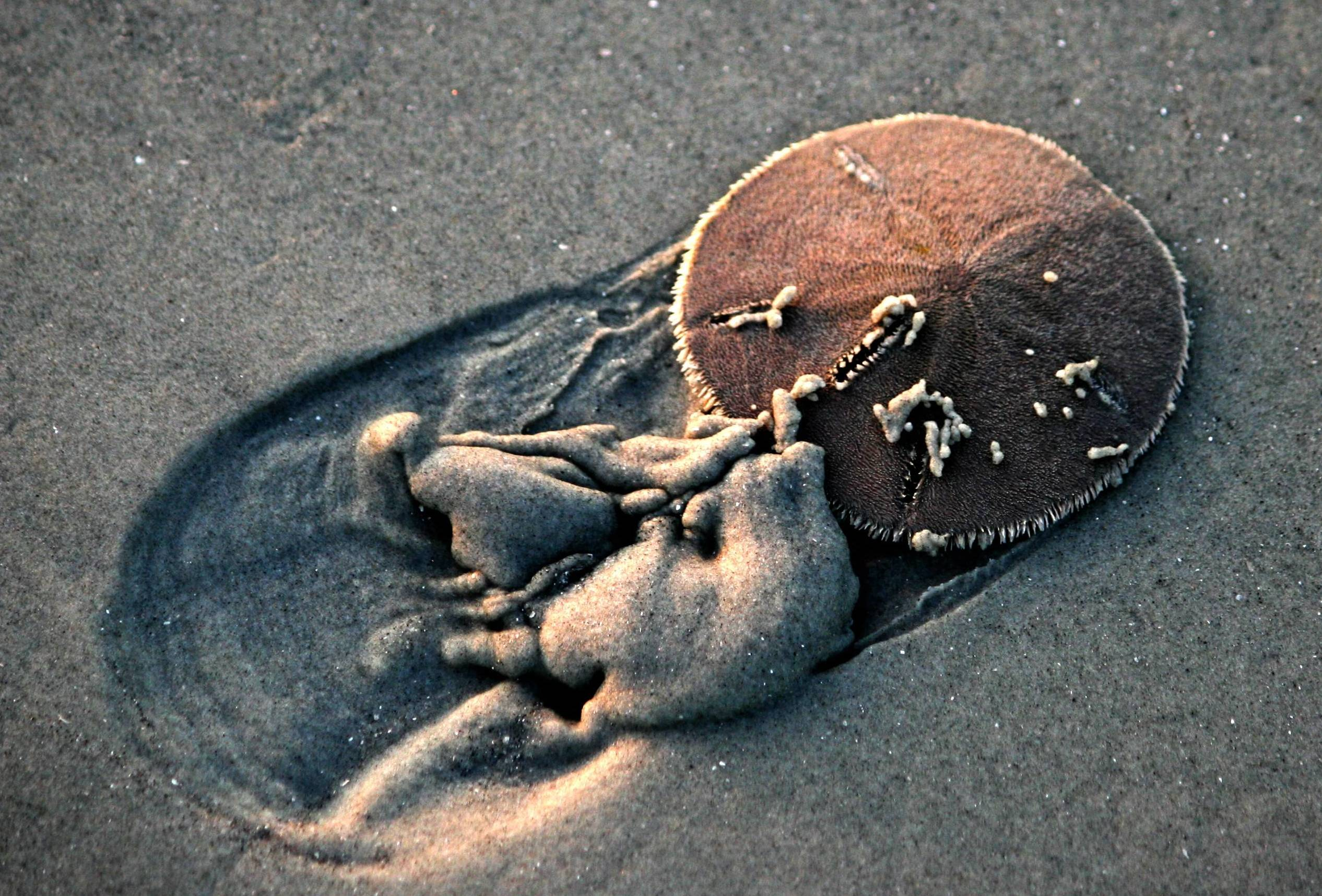
Mellita sp.
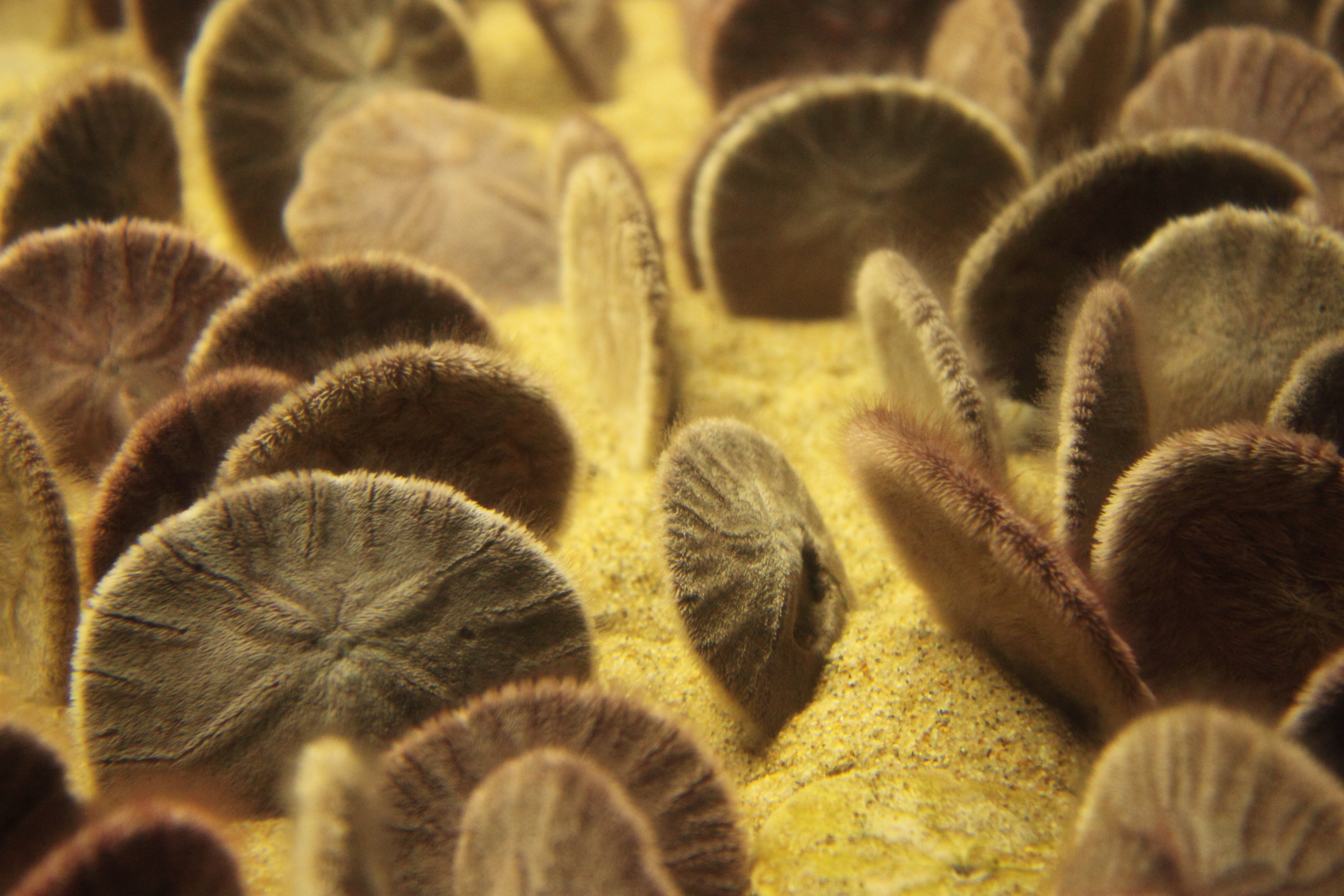
Dendraster excentricus.
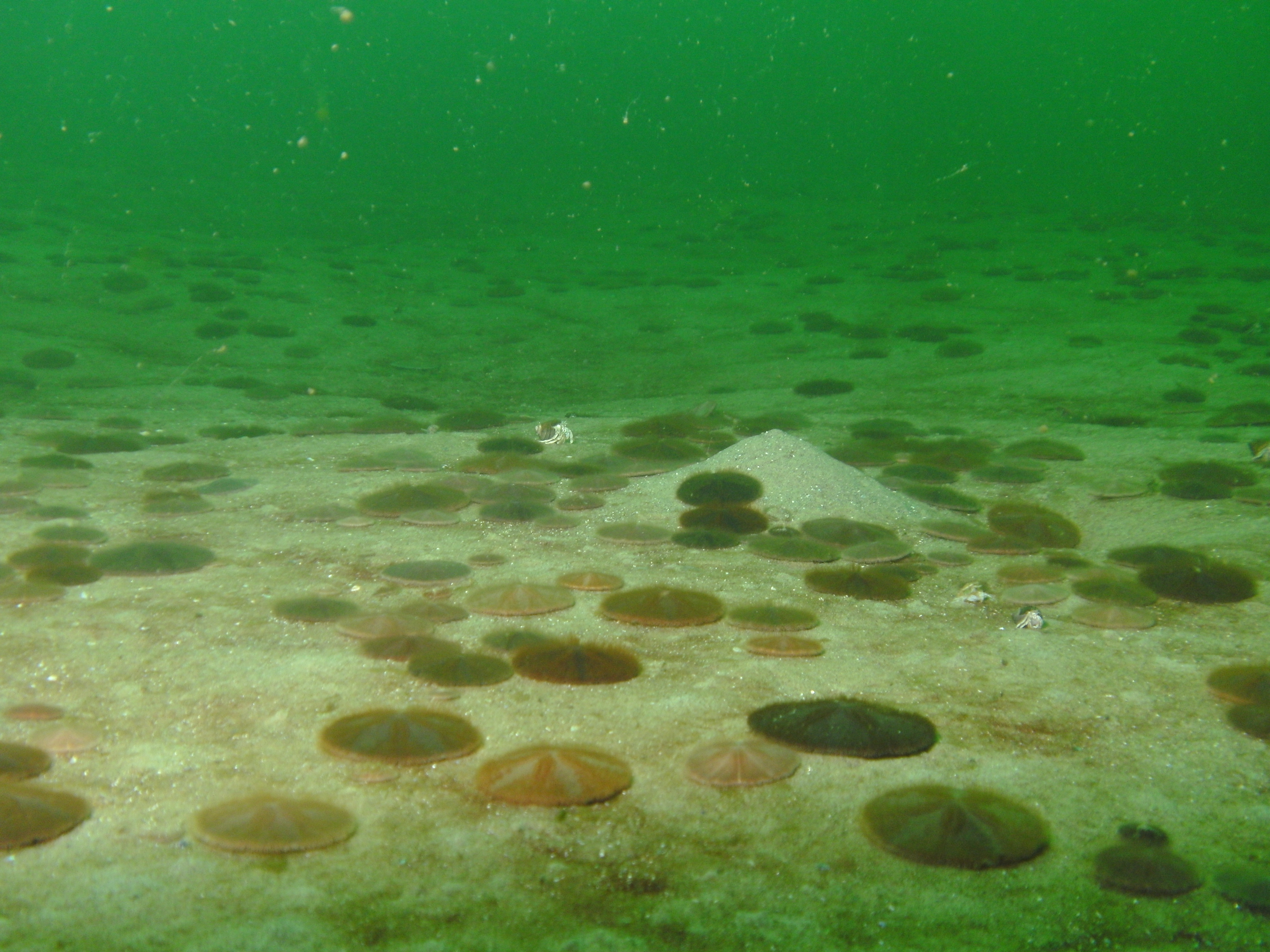
Echinarachnius parma.
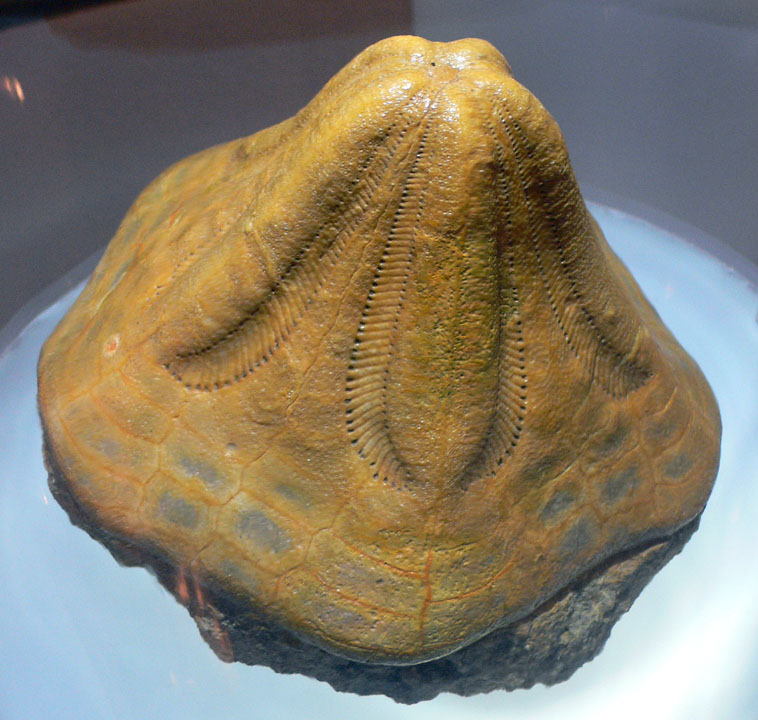
Clypeaster portentosus (fòssil).

## Fóssils a Catalunya

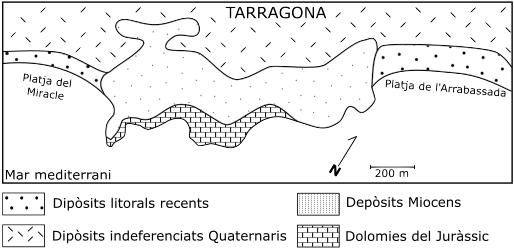
Esquema de materials en els afloraments del Miracle i l'Arrabassada (modificat de Gibert J. M.)

Els materials Eocens mitjans i superiors s'han trobat a materials antics corresponent al mar de Tethys, en un pobre estat de conservació. Això ocasiona que a Catalunya es trobin pocs materials Eocens on es conservi aquest grup fóssil. A l'Eocè de Catalunya es poden trobar Clypeaster moianensis y Clypeaster calzadai, ambdós del Bartonià. Els clipeasteroides d'edat Miocena a Catalunya es troben ben representats a Tarragona en la Conca del Camp. També es poden trobar en menor representació i conservació als nivells del Miocè del Garraf (Sant Sadurní d'Anoia), del Vallès Occidental (Castellbisbal) i de l'Alt Penedés (Sant Pau d'Ordal). Els Clypeaster corresponents a la seva etapa de màxima diversitat han estat datats del Miocè, i són els que es poden trobar a Tarragona amb major facilitat i representació

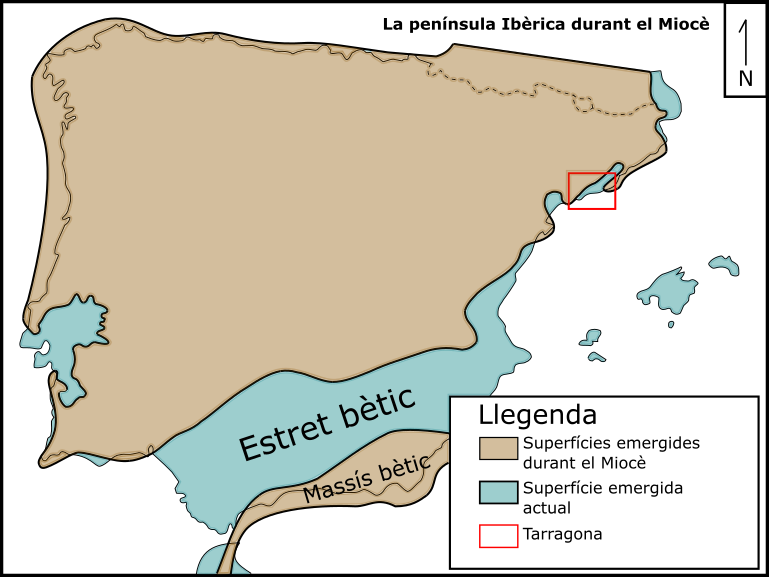
Península Ibèrica al Miocè

### Tarragona
Els cliperasteroides de Tarragona es poden trobar en quatre afloraments diferents, cadascun amb diferents particularitats (Platja del Miracle, platja de l'Arrabassada, Punta de la Móra i els afloraments de Torredembarra).

#### Platja del Miracle
Els fòssils de la platja del Miracle es troben en roques de calcàries, calcarenites i argiles. Els Clypeaster es troben formant nivells amb continuïtat lateral en els materials de calcarenites associats amb Scutella sp. (en petita proporció) algues rodofícies, Turritella sp. Glycymeris sp. ostreids i diversos briozous. Els Clypeaster i Scutella sp. es troben imbricats, el que suggereix que es trobarien acumulats in situ en un ambient de plataforma soma. En aquests mateixos nivells alguns organismes bioturbadors (principalment crustacis) formen galeries verticales i horitzontals d'Ophiomorpha nodosa.

#### Platja de l'Arrabassada
En la secció de l'Arrabassada els clipeasteroides es troben aïllats en materials de calcarenites. En aquesta secció els cliperasteroides estan restringits al gènere Clypeaster. Es troben associats amb ostreids, gasteròpodes i bivalves (Glycymeris sp.). L'icnogènere Gastrochaenolites és molt comú en aquests nivells de la sèrie i la majoria de fòssils estan afectats per la bioerosió. Això indica una exposició temporal llarga sobre el fons marí i una velocitat de sedimentació baixa.

#### Punta de la Móra
La sèrie de Punta de la Móra no presenta una concentració de cliperasteroides de més de 20 cm i amb una continuïtat lateral de 75 m com a màxim. En aquest nivell es troba més varietat de gèneres, Scutella sp. i Clypeaster sp. respecte a l'Arrabassada. També es troben inclosos en biocalcarenites i associats amb pectínids i turritèlids majoritàriament. En aquest nivell les acumulacions fòssils no es troben orientades i están parcialment fragmentades, relacionades amb episodis de tempesta en aigües somes de plana infralitoral.

#### Torredembarra
La sèrie de Torredembarra inclou Clypeaster en 1m de potència en materials calcaris. Els fòssils no presenten altes proporcions de bioerosió i, per tant, es considera que les velocitats de sedimentació són moderades.